# Solenopsis globularia
Solenopsis globularia é uma espécie de formiga do gênero Solenopsis, pertencente à subfamília Myrmicinae.